# Centro Esportivo Social Arturzinho
Centro Esportivo Social Arturzinho é uma agremiação esportiva, fundada a 15 de maio de 2000, sediada na cidade do Rio de Janeiro.

## História

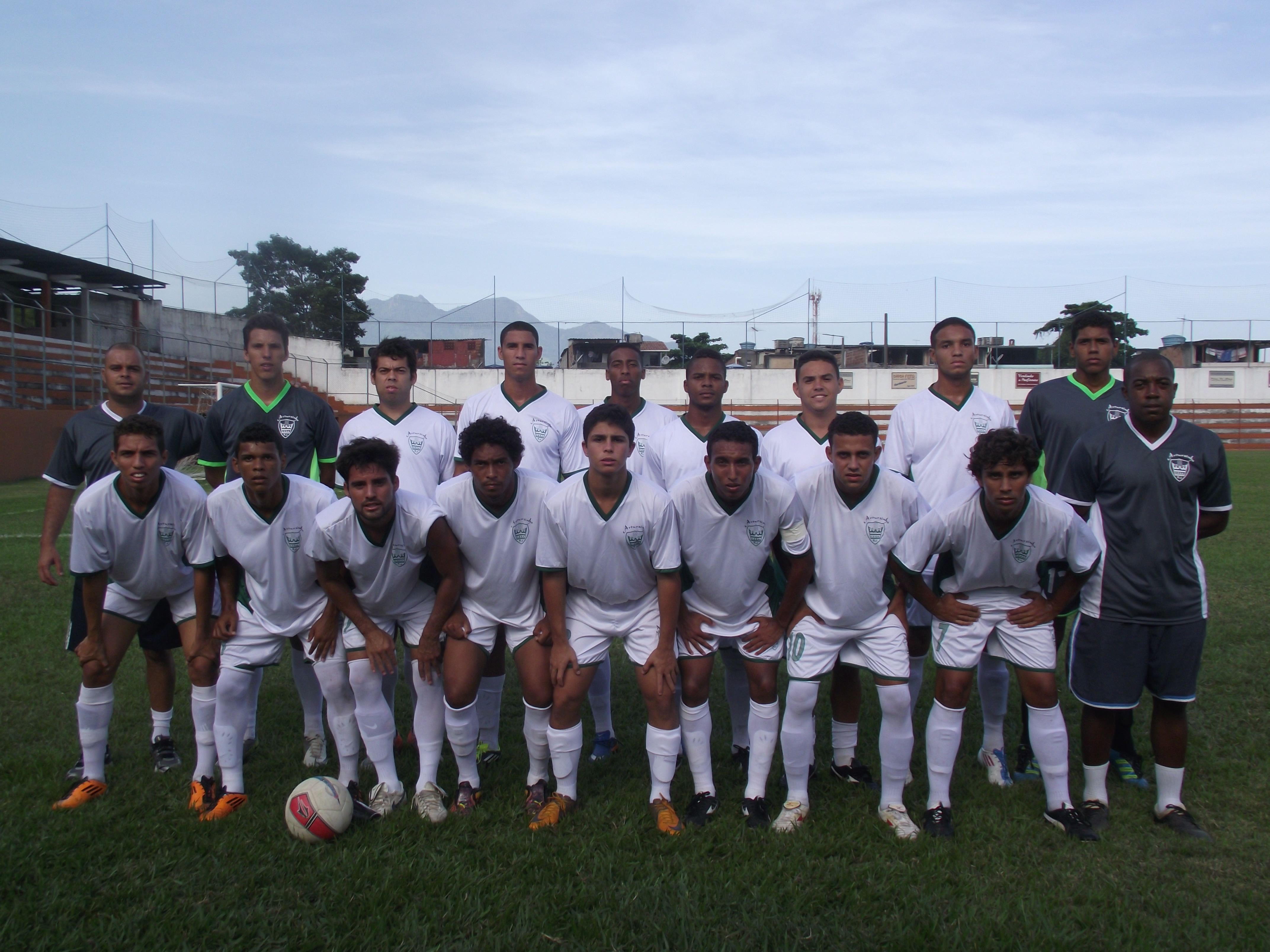
Equipe profissional do Arturzinho em 2012

Presidido pelo ex-atleta Arturzinho, o clube alviverde da zona oeste carioca, após atuar em certames de categoria de base da FFERJ, resolveu estrear na esfera profissional, em 2012, ao participar do Campeonato Estadual da Série C do Rio de Janeiro>.
A equipe debuta no Grupo "A" do Campeonato Estadual da Série C tendo como adversários na primeira fase o Villa Rio Esporte Clube, Queimados Futebol Clube, União de Marechal Hermes Futebol Clube e Clube Atlético da Barra da Tijuca. Por conta de problemas com inscrições de atletas, o clube foi punido com a perda de todos os pontos e acabou eliminado da competição e não veio a disputar a categoria de Juniores no mesmo ano.
A equipe, que era treinada por Leandro Silva, veste as cores verde e branca.
Bruno Cortez, hoje no Grêmio, foi revelado pela base do Arturzinho.

## Estatísticas

### Participações
|  | Participações em 2020 |

| Competição          | Temporadas | Melhor campanha     | Estreia | Última | P | R |
| Série B2 do Carioca | 1          | 21º colocado (2012) | 2012    | 2012   | – | – |
| Série C do Carioca  | 1          | 11º colocado (2019) | 2018    | 2019   | – |   |